# Paradecta darlingtoni
Paradecta darlingtoni là một loài nhện trong họ Salticidae.
Loài này thuộc chi Paradecta. Paradecta darlingtoni được Elizabeth Bangs Bryant miêu tả năm 1950.